# Openmoko Linux
Openmoko LinuxとはOpenmokoプロジェクトにより開発が進められているスマートフォン向けのOSである。これはÅngström distributionを基にしており、様々な自由ソフトウェアを含んでいる。Openmoko Linuxの主要ターゲットとなるハードウェアはOpenmoko Neo 1973とNeo FreeRunnerであった。更に他の携帯電話プラットフォームシステムに移植した成果も既に得られている。
Openmoko Linuxは、2007年から2009年までOpenmoko Inc.により開発が進められていたが財政的問題により開発は中断した。その後、Openmoko用のソフトウェア開発をコミュニティが引き取り、SHR、QtMoko、Hackable:1などを含む様々なプロジェクトが再開された。

## コンポーネント
Openmoko LinuxはLinuxカーネル、GNU Cライブラリ、X.Org Serverに加え、EFLツールキット、GTK+ツールキット、Qtツールキットを利用し、illumeウィンドウマネージャ（以前はMatchboxだった）により構築される独特のGUI環境が備わっている。OpenEmbeddedビルドフレームワークとopkgと呼ばれるipkgパッケージ管理システムの改変版がソフトウェアパッケージの作成かつ管理に利用される。これは、Linuxカーネル、WebKit、Javaを除くすべての内部コンポーネントがPC用ディストリビューションと比べ非標準と思われるAndroidとは大きく異なるアプローチを取っている。Androidをターゲットとしたアプリケーションは実質再作成を余儀なくされ、ほとんど移植性がない。一方、Openmokoは既に多く存在するLinuxデスクトップアプリを容易に移植できる。しかしながら、指先で動作するインタフェース指向の実現や極めて小さいスクリーンを持つ環境で利用可能にするため、計算資源やスクリーンの解像度が限られる中、既存アプリケーションの実質的再作成が要求される場合もある。